# 大格洛克纳施特拉瑟地区布鲁克
大格洛克纳施特拉瑟地区布鲁克（德語：Bruck an der Großglocknerstraße）是奥地利萨尔茨堡州滨湖采尔县的一个市镇。该市镇总面积45.77平方千米，截至2018年1月1日总人口为4,699人。